# Scharrachbergheim-Irmstett
Scharrachbergheim-Irmstett [ ʃaʁaxbɛʁkaɪm iʁmʃtɛt] (Barige-Irmstett en alsacien) est une commune française située dans la circonscription administrative du Bas-Rhin et, depuis le 1er janvier 2021, dans le territoire de la Collectivité européenne d'Alsace, en région Grand Est.
Cette commune se trouve dans la région historique et culturelle d'Alsace.
Le 1er janvier 1975, la commune d'Irmstett fusionne avec celle de Scharrachbergheim pour devenir Scharrachbergheim-Irmstett.

## Géographie
Le village de Scharrachbergheim est situé entre l'Amberg (246 mètres) et le Scharrachberg (316 mètres), qui marquent le début des collines sous-vosgiennes à l'ouest de l'agglomération strasbourgeoise distante d'une vingtaine de kilomètres. Séparé par la Mossig qui s'écoule vers le sud et par la route départementale 422 qui relie Molsheim à Saverne, le village d'Irmstett se trouve sur le versant est du Krummberg (265 mètres) en contrebas des vignobles du grand cru Altenberg de Bergbieten.
Marquée par la route départementale 422 à grande circulation, la commune se trouve entre Marlenheim à 6,5 kilomètres, Molsheim à 8 kilomètres et l'accès à la RD 1004 à près de 5 kilomètres. Outre cet axe, la route départementale 225 structure Scharrachbergheim en village-rue selon un axe est-ouest tandis que la route départementale 818 permet de relier Dahlenheim. La commune était jadis desservie par la ligne ferroviaire Molsheim - Saverne mais cette voie, désaffectée en 1965 et déposée depuis, a été valorisée en piste cyclable. Le réseau de transports collectifs par bus « Réseau 67 », géré par le conseil général du Bas-Rhin, dessert le village sur les lignes 912 et 240.
Le paysage est dominé par les vignes sur les pentes du Scharrachberg ainsi que sur celles de l'Amberg et du Krummberg, justifiant l'appellation du secteur « Porte du Vignoble ». Le grand cru engelberg en est sans doute un des meilleurs représentants. Scharrachbergheim se situe sur la Route des vins d'Alsace. 
Les communes limitrophes sont Dahlenheim au sud-est, Soultz-les-Bains au sud, Bergbieten au sud-ouest, Traenheim à l'ouest et Odratzheim au nord-ouest.
|            | Odratzheim                 |            |
| Traenheim  | Scharrachbergheim-Irmstett | Dahlenheim |
| Bergbieten | Soultz-les-Bains           |            |

### Hydrographie
La commune est dans le bassin versant du Rhin au sein du bassin Rhin-Meuse. Elle est drainée par la Mossig,.
La Mossig, d'une longueur totale de 33,1 km, prend sa source dans la commune de Wangenbourg-Engenthal et se jette  dans la Bruche à Avolsheim, après avoir traversé 13 communes. Les caractéristiques hydrologiques de la Mossig sont données par la station hydrologique située sur la commune de Soultz-les-Bains. Le débit moyen mensuel est de 1,29 m3/s. Le débit moyen journalier maximum est de 24,3 m3/s, atteint lors de la crue du 10 avril 1983. Le débit instantané maximal est quant à lui de 26,6 m3/s, atteint le même jour.

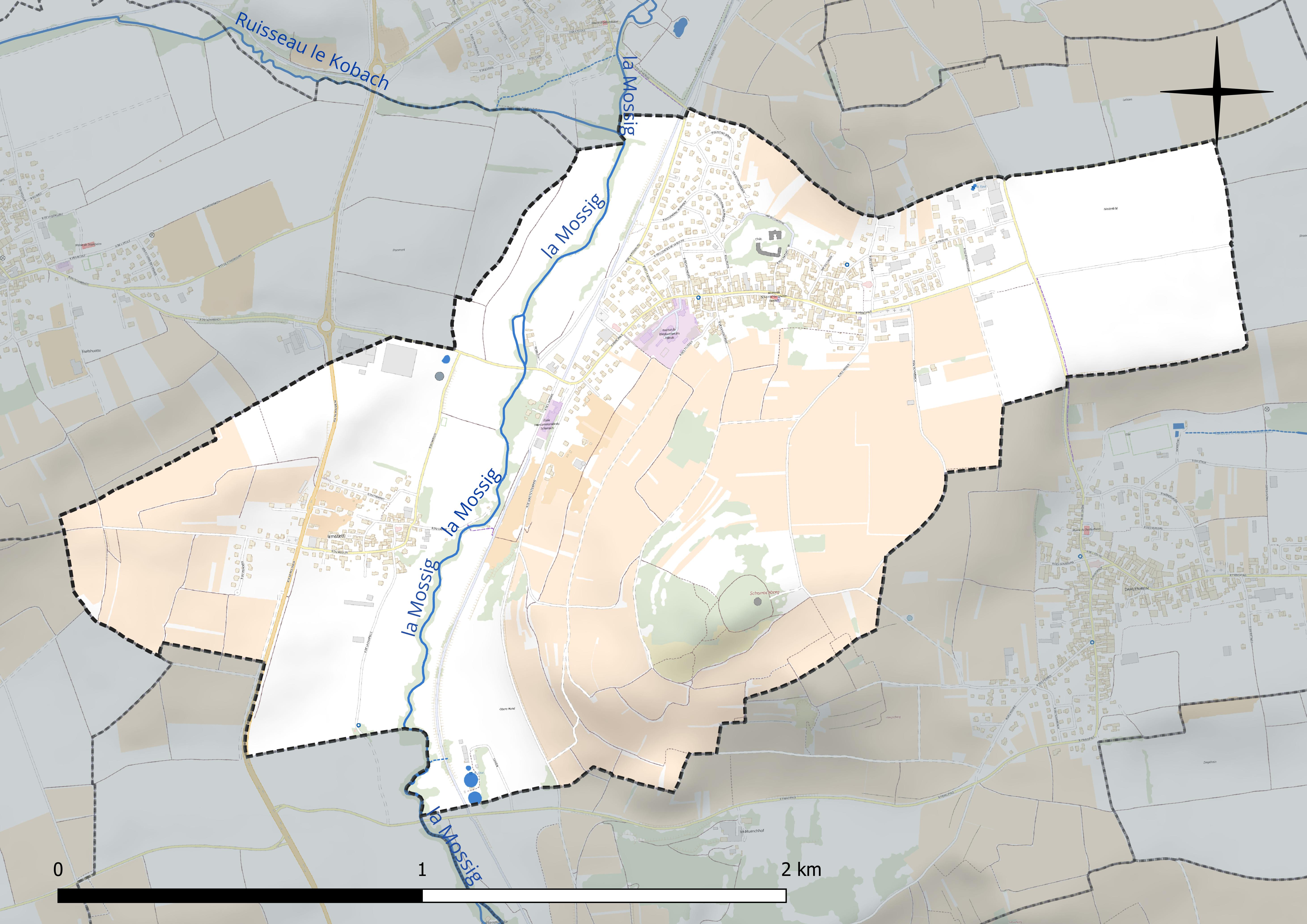
Réseau hydrographique de Scharrachbergheim-Irmstett.

### Climat
Pour des articles plus généraux, voir Climat du Grand Est et Climat du Bas-Rhin.
En 2010, le climat de la commune est de type climat des marges montargnardes, selon une étude du Centre national de la recherche scientifique s'appuyant sur une série de données couvrant la période 1971-2000. En 2020, Météo-France publie une typologie des climats de la France métropolitaine dans laquelle la commune est exposée à un climat semi-continental et est dans la région climatique  Vosges, caractérisée par une pluviométrie très élevée (1 500 à 2 000 mm/an) en toutes saisons et un hiver rude (moins de 1 °C). 
Pour la période 1971-2000, la température annuelle moyenne est de 10,3 °C, avec une amplitude thermique annuelle de 17,5 °C. Le cumul annuel moyen de précipitations est de 831 mm, avec 10 jours de précipitations en janvier et 10,5 jours en juillet. Pour la période 1991-2020, la température moyenne annuelle observée sur la station météorologique de Météo-France la plus proche, « Strasbourg-Entzheim », sur la commune d'Entzheim à 12 km à vol d'oiseau, est de 11,4 °C et le cumul annuel moyen de précipitations est de 635,7 mm. 
La température maximale relevée sur cette station est de 38,9 °C, atteinte le 25 juillet 2019 ; la température minimale est de −23,6 °C, atteinte le 23 janvier 1942,,. 
Les paramètres climatiques de la commune ont été estimés pour le milieu du siècle (2041-2070) selon différents scénarios d'émission de gaz à effet de serre à partir des nouvelles projections climatiques de référence DRIAS-2020. Ils sont consultables sur un site dédié publié par Météo-France en novembre 2022.

## Urbanisme

### Typologie
Au 1er janvier 2024, Scharrachbergheim-Irmstett est catégorisée bourg rural, selon la nouvelle grille communale de densité à sept niveaux définie par l'Insee en 2022.
Elle appartient à l'unité urbaine de Marlenheim, une agglomération intra-départementale regroupant cinq  communes, dont elle est une commune de la banlieue,,. Par ailleurs la commune fait partie de l'aire d'attraction de Strasbourg (partie française), dont elle est une commune de la couronne,. Cette aire, qui regroupe 268 communes, est catégorisée dans les aires de 700 000 habitants ou plus (hors Paris),.

### Occupation des sols
L'occupation des sols de la commune, telle qu'elle ressort de la base de données européenne d’occupation biophysique des sols Corine Land Cover (CLC), est marquée par l'importance des territoires agricoles (87,8 % en 2018), en diminution par rapport à 1990 (89 %). La répartition détaillée en 2018 est la suivante : cultures permanentes (39,2 %), terres arables (29,8 %), zones agricoles hétérogènes (18,8 %), zones urbanisées (12,2 %). L'évolution de l’occupation des sols de la commune et de ses infrastructures peut être observée sur les différentes représentations cartographiques du territoire : la carte de Cassini (XVIIIe siècle), la carte d'état-major (1820-1866) et les cartes ou photos aériennes de l'IGN pour la période actuelle (1950 à aujourd'hui).

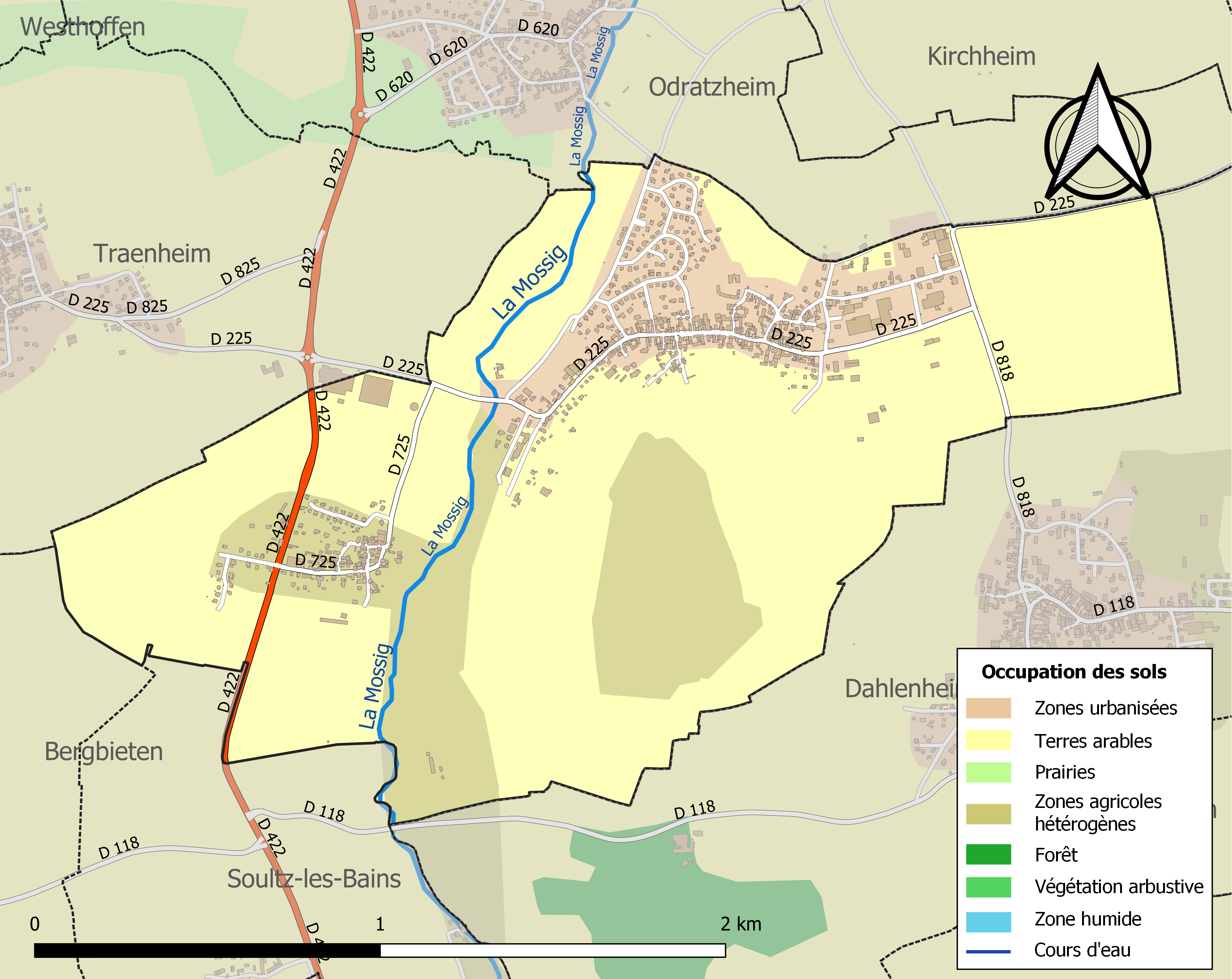
Carte des infrastructures et de l'occupation des sols de la commune en 2018 (CLC).

## Histoire
Dans un document de 1288, le village apparaît sous le nom de Berchheim.
Ancien village ayant appartenu à la famille des Géroldseck jusqu'en 1390, puis à la famille d'Ochsenstein. Les seigneurs de Scharroch qui donnèrent leur nom à la cité tinrent Scharrachbergheim en fief jusqu'en 1454. Le château primitif, situé au sommet du Scharrachberg a été pillé par les Armagnacs en 1444.
Réformé en 1538, le village devient protestant avec Irmsett comme annexe. Les catholiques dépendaient de la paroisse de Dahlenheim.

### L'école
L'école de Scharrachbergheim fut construite en 1960, l'architecte du bâtiment fut M. Hatt et la construction par M. Schwind. Au rez-de-chaussée, les grandes fenêtres sont celles de deux salles de classe. Au premier étage, l'appartement du directeur de l'école. Une classe pour les plus petits fut aménagée derrière le bâtiment.

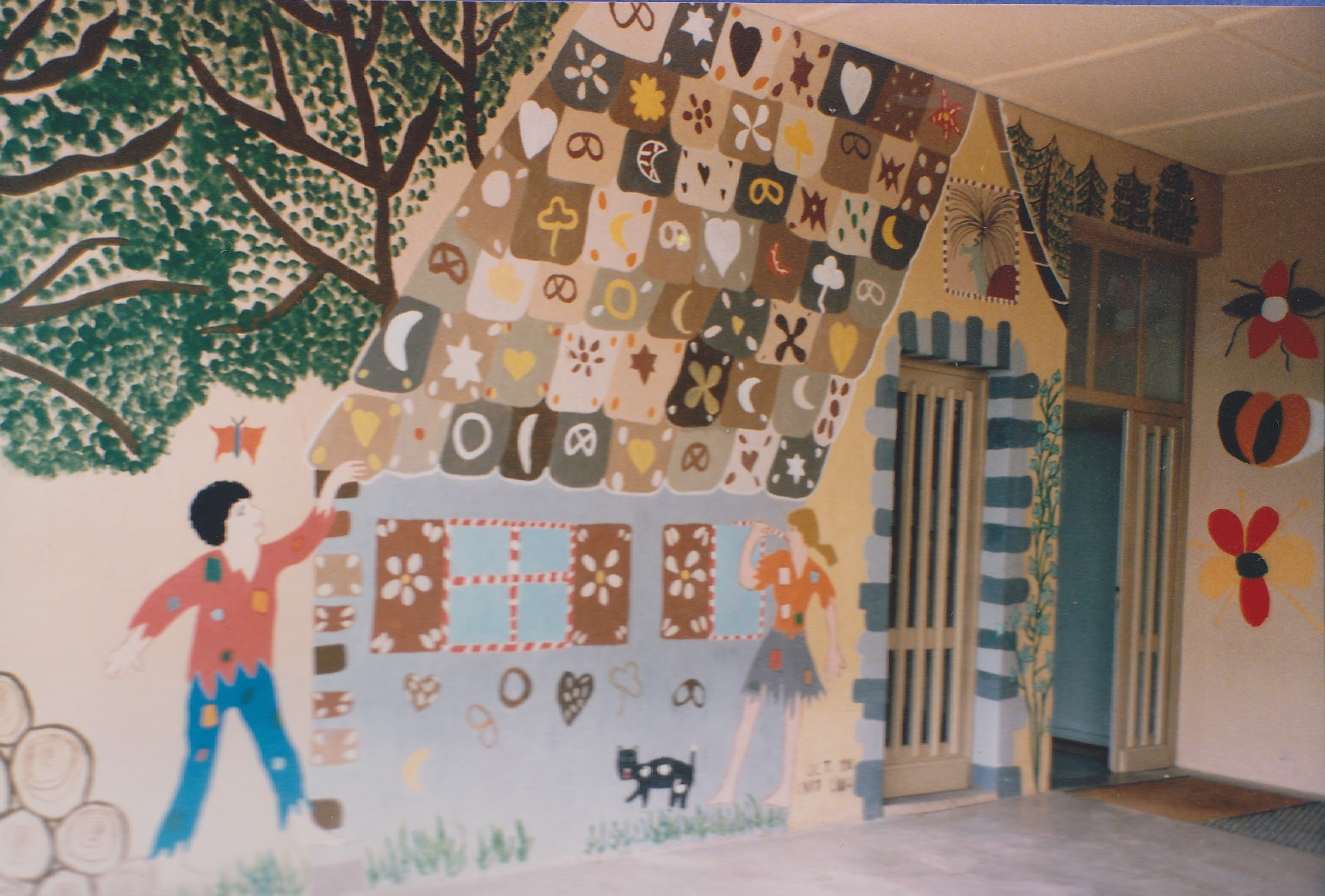
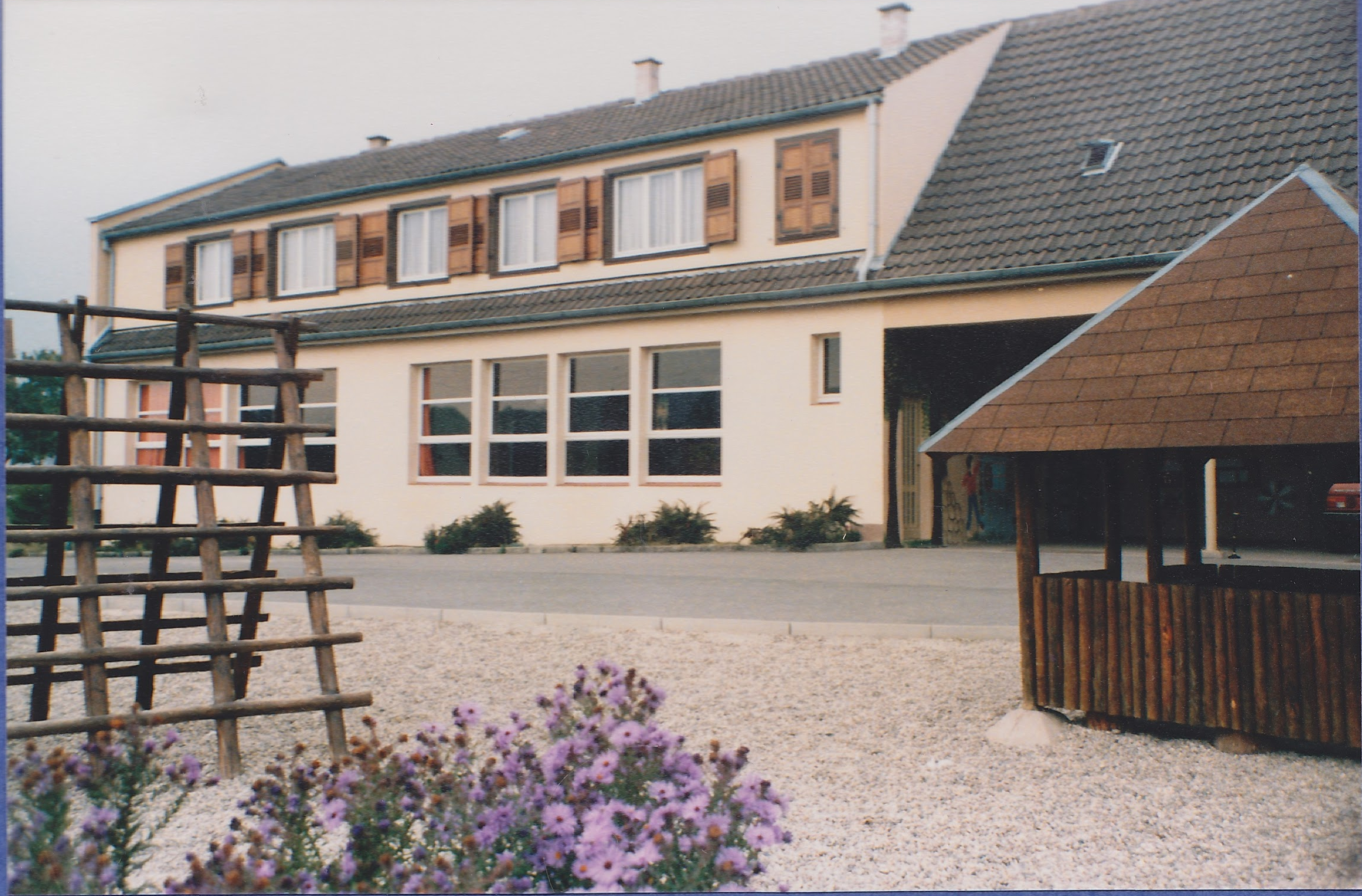
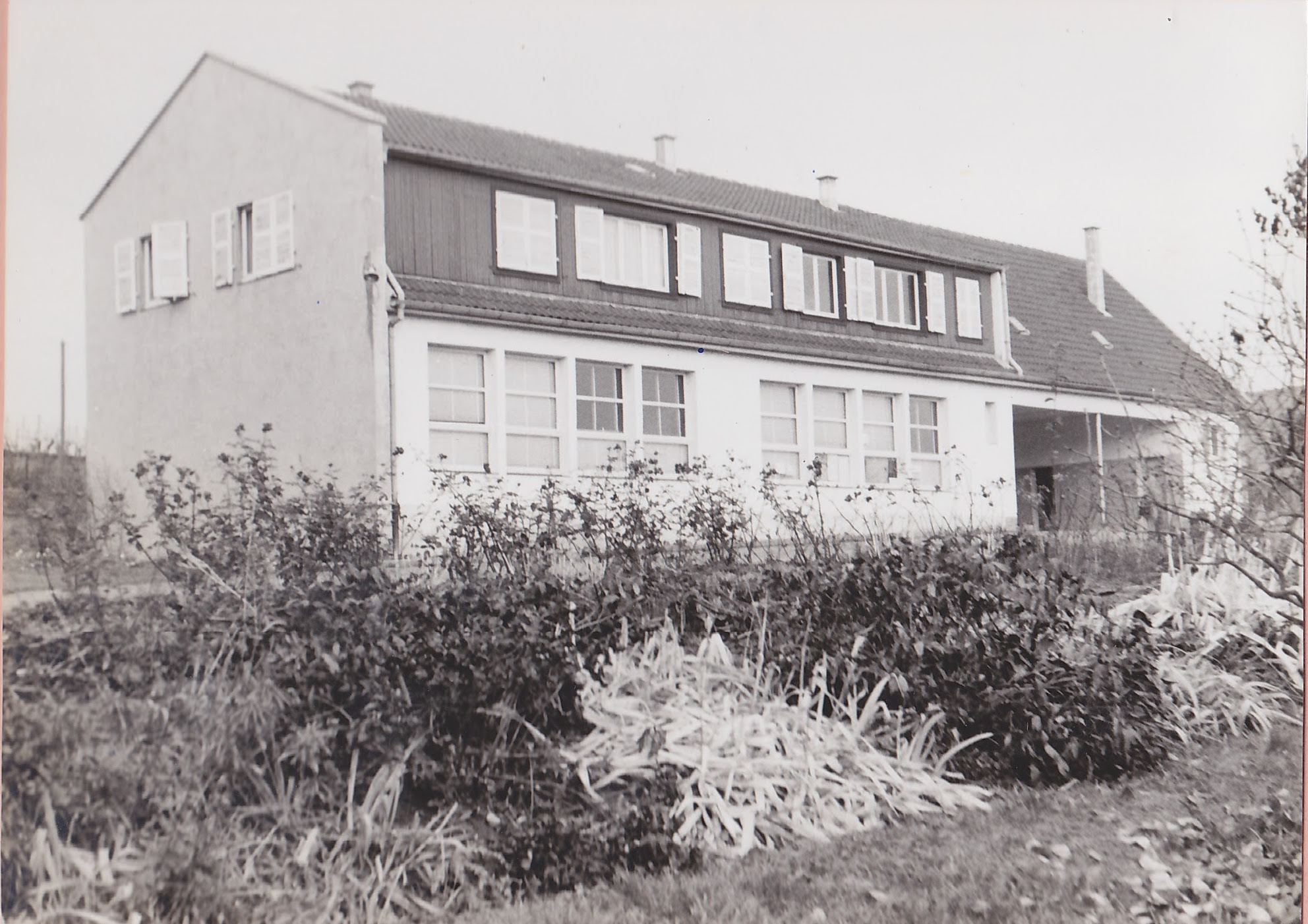

L'école a eu pendant une certaine époque des pigeons et des cochons d'inde permettant aux enfants de s'enrichir de l’expérience de l'entretien des animaux.

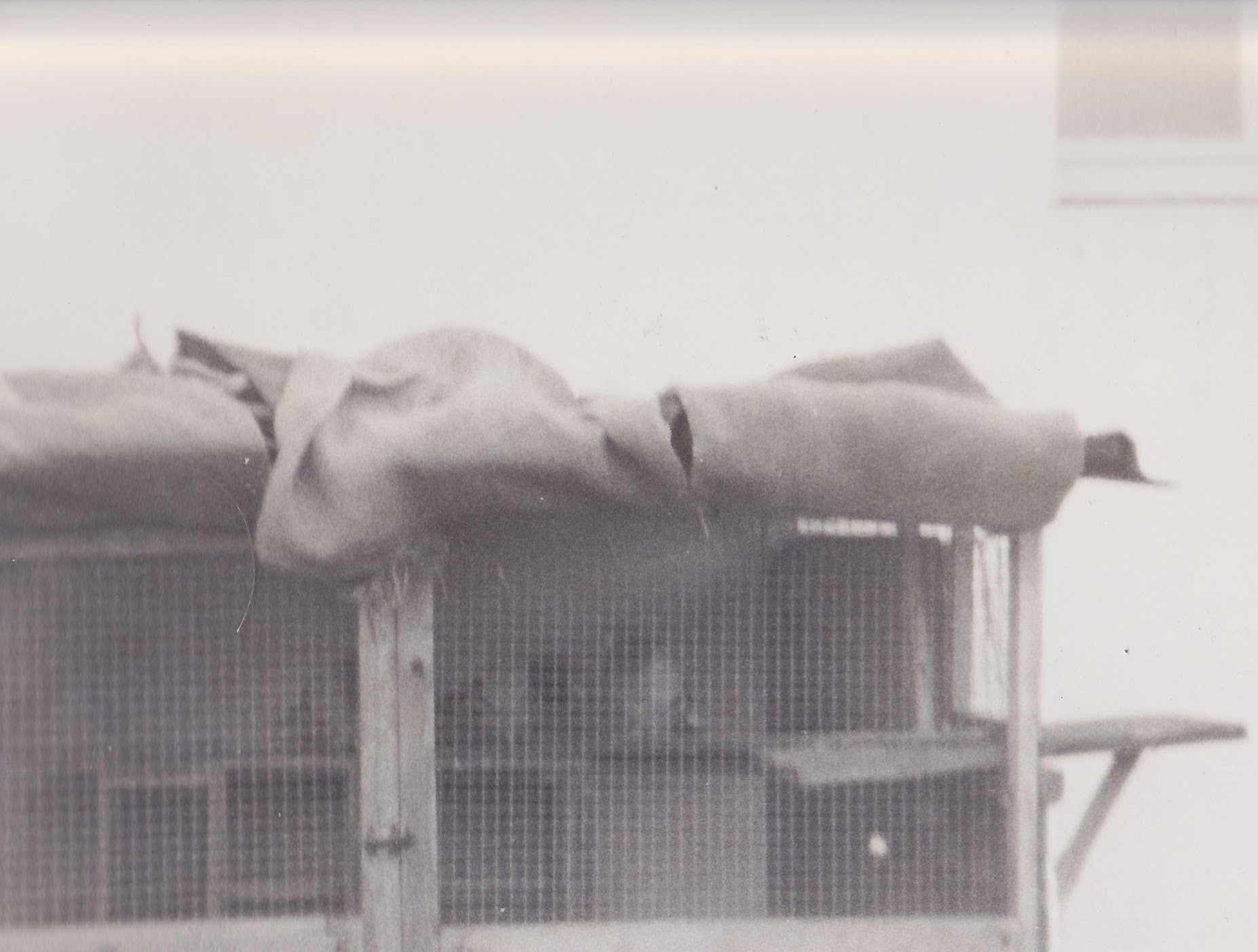
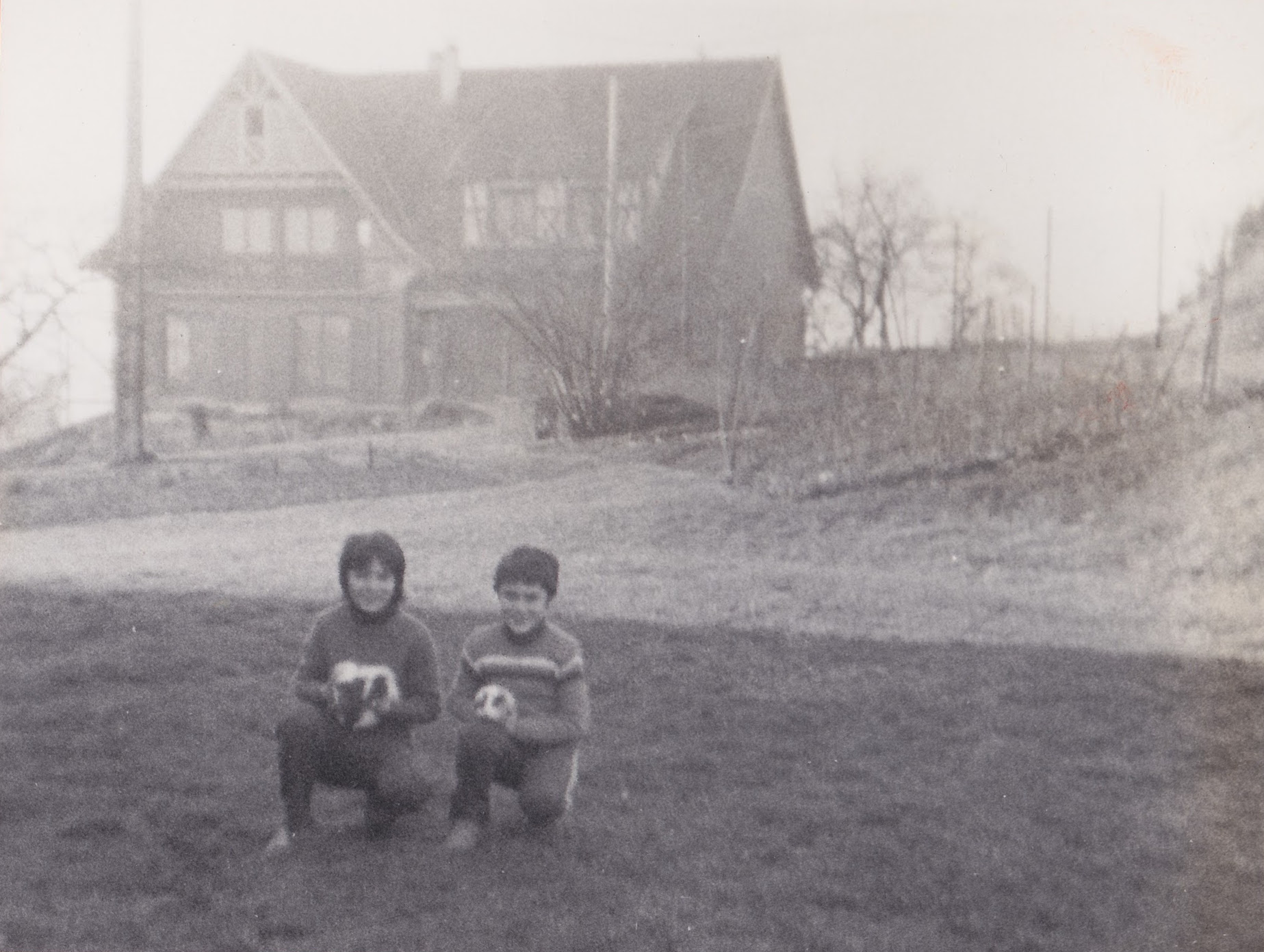

### Le manoir
Le manoir fut construit vers 1770, en 1947 son propriétaire l'a remis à la Fédération de Charité qui y a installé des enfants. En 1961 le manoir est devenu un institut médico-pédagogique.

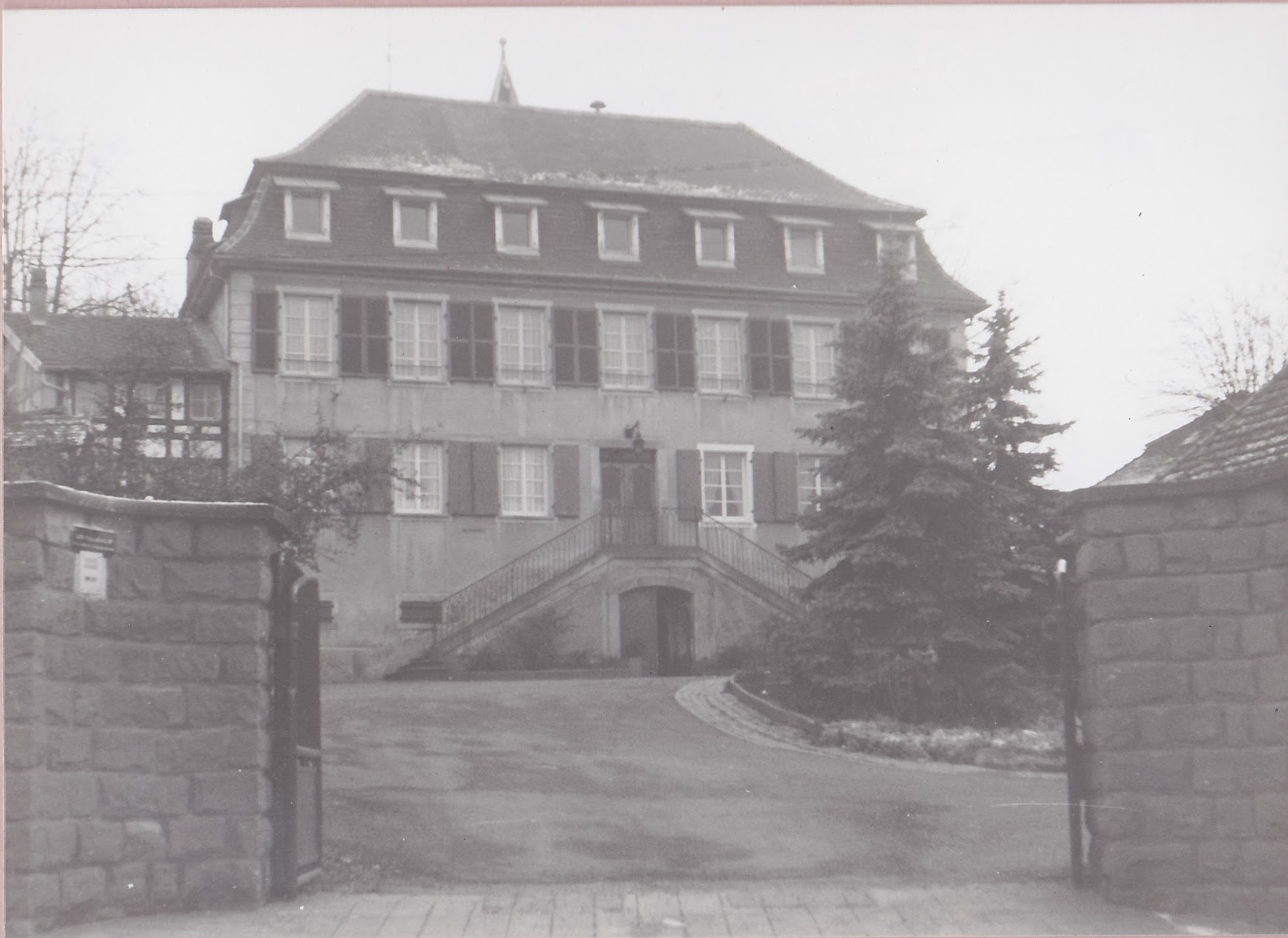

### La gare
La gare de Scharrachbergheim fut utilisée jusque dans les années 1980. Vers la fin, il y passait encore un train de marchandises assurant la liaison Molsheim - Romanswiller. Le train passait deux fois par jour, le premier passage se faisait entre 12 h 45 et 13 h, le deuxième passage se faisait entre 14 h 45 et 15 h. Cette section de la ligne de Sélestat à Saverne a été démontée en 1993 et une piste cyclable relie désormais Molsheim à Romanswiller.

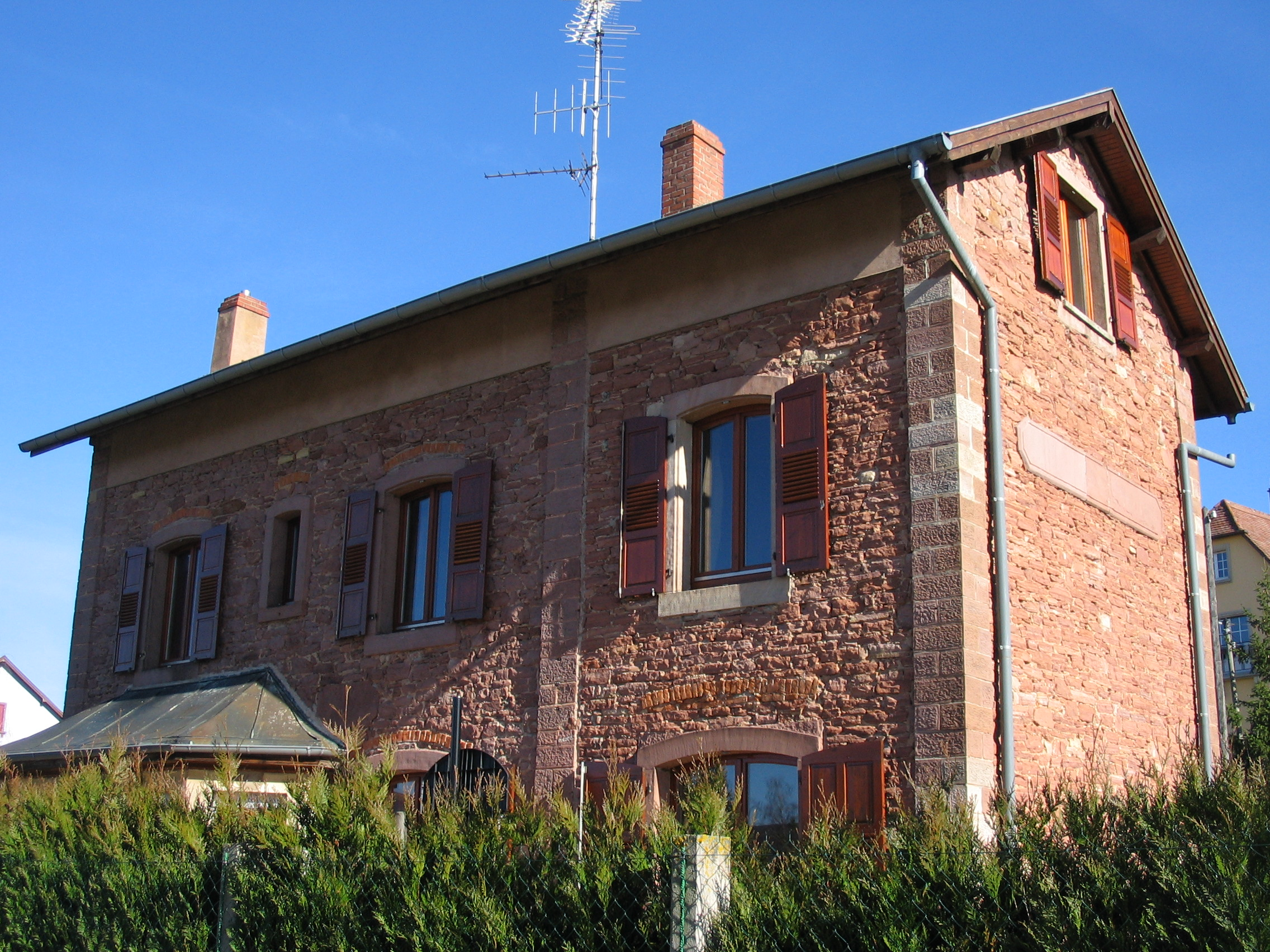
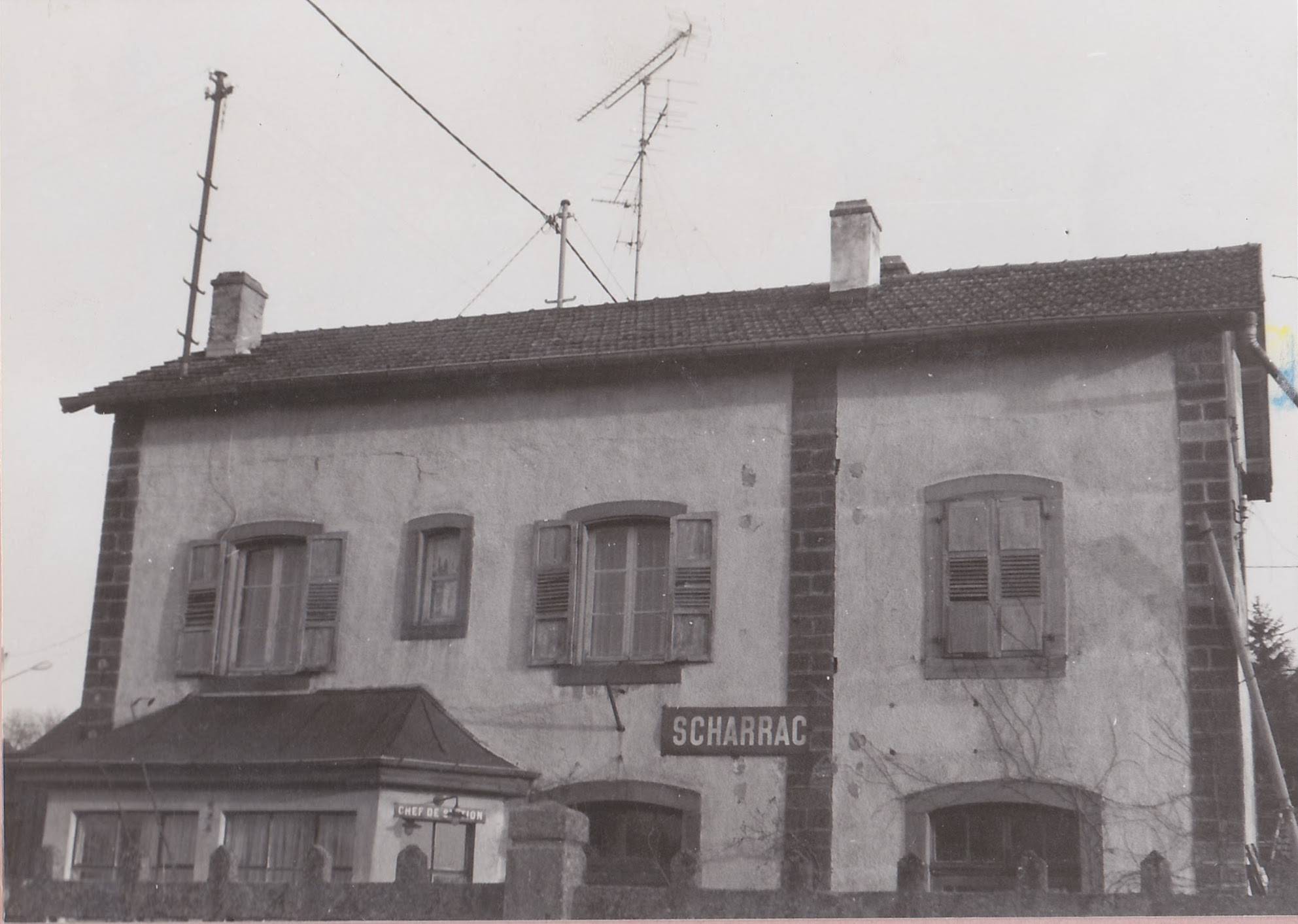
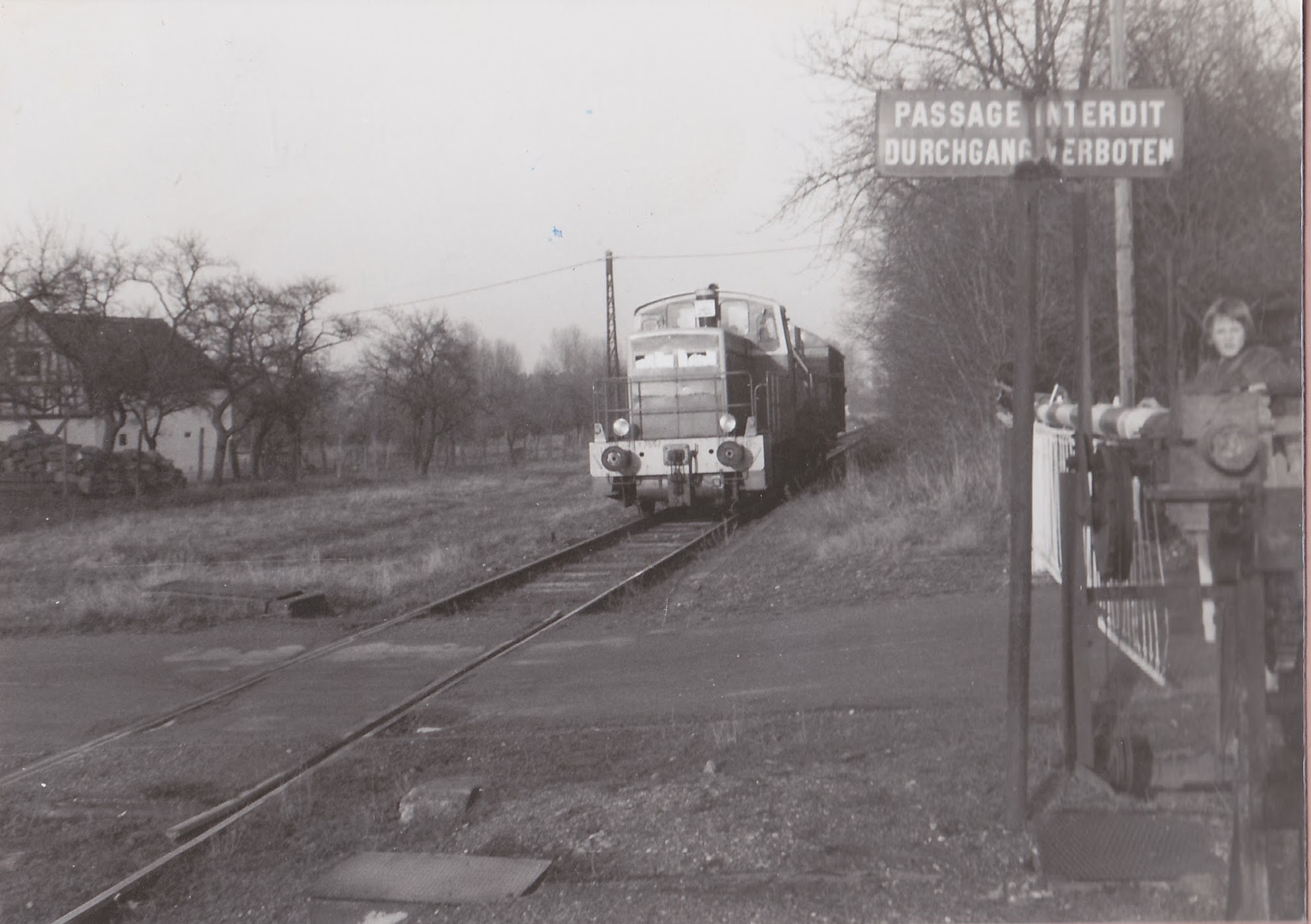

La gare fut rénovée dans les années 2000 et sert maintenant d'appartements.

### Le château
Le château fédéral de Scharrachbergheim fut construit vers 1200 par les seigneurs de Ratsamhausen. À l'intérieur de nombreuses armes et peintures de l'époque ornent les murs. Les portes intérieures originales ayant disparu sous le Second Empire (entre 1852-1870) ont été remplacées par 22 portes d'armoires alsaciennes. Autour du château une douve reste visible dans le sol. Les jardins sont entourés d'un mur de pierre.

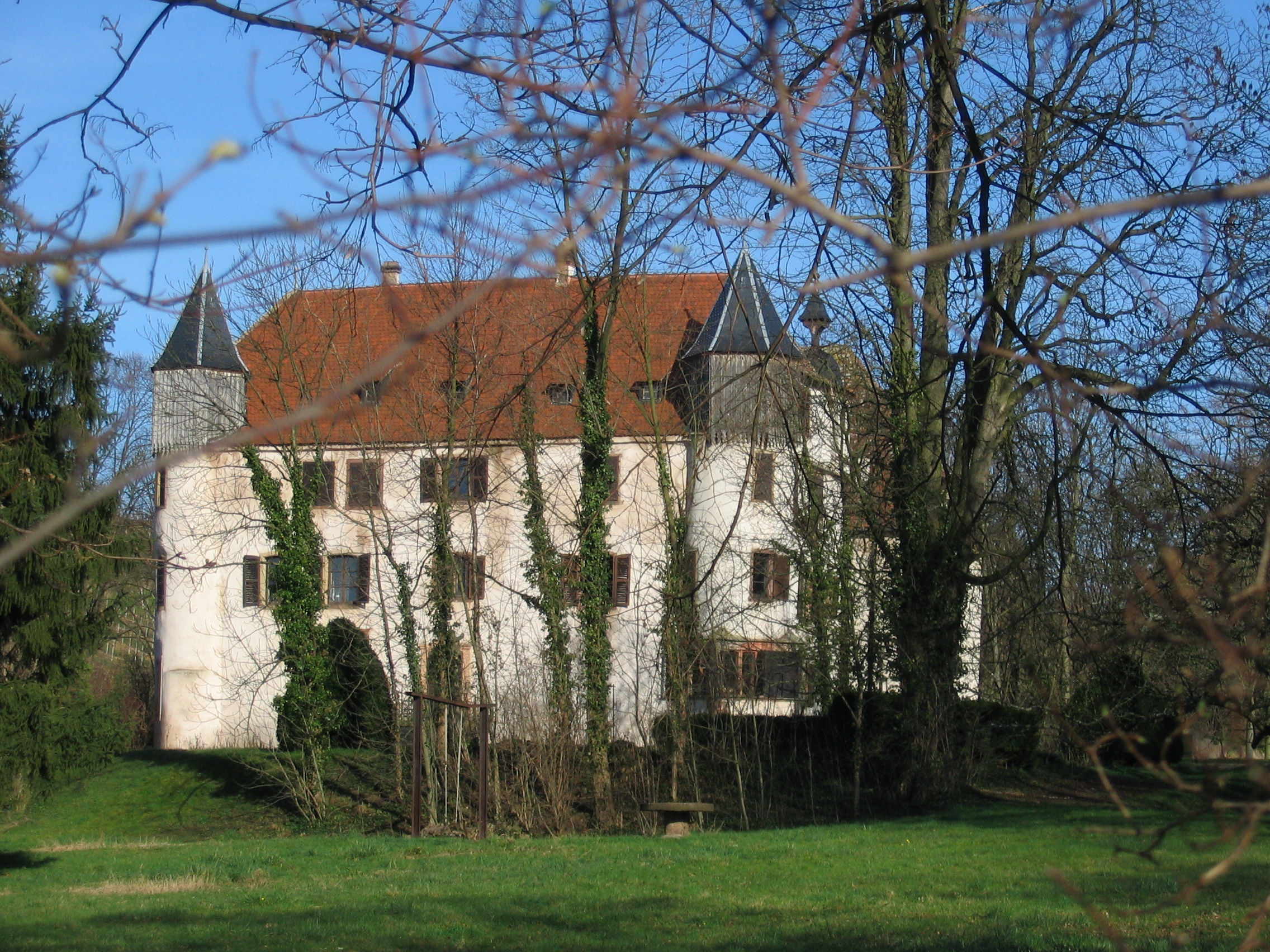
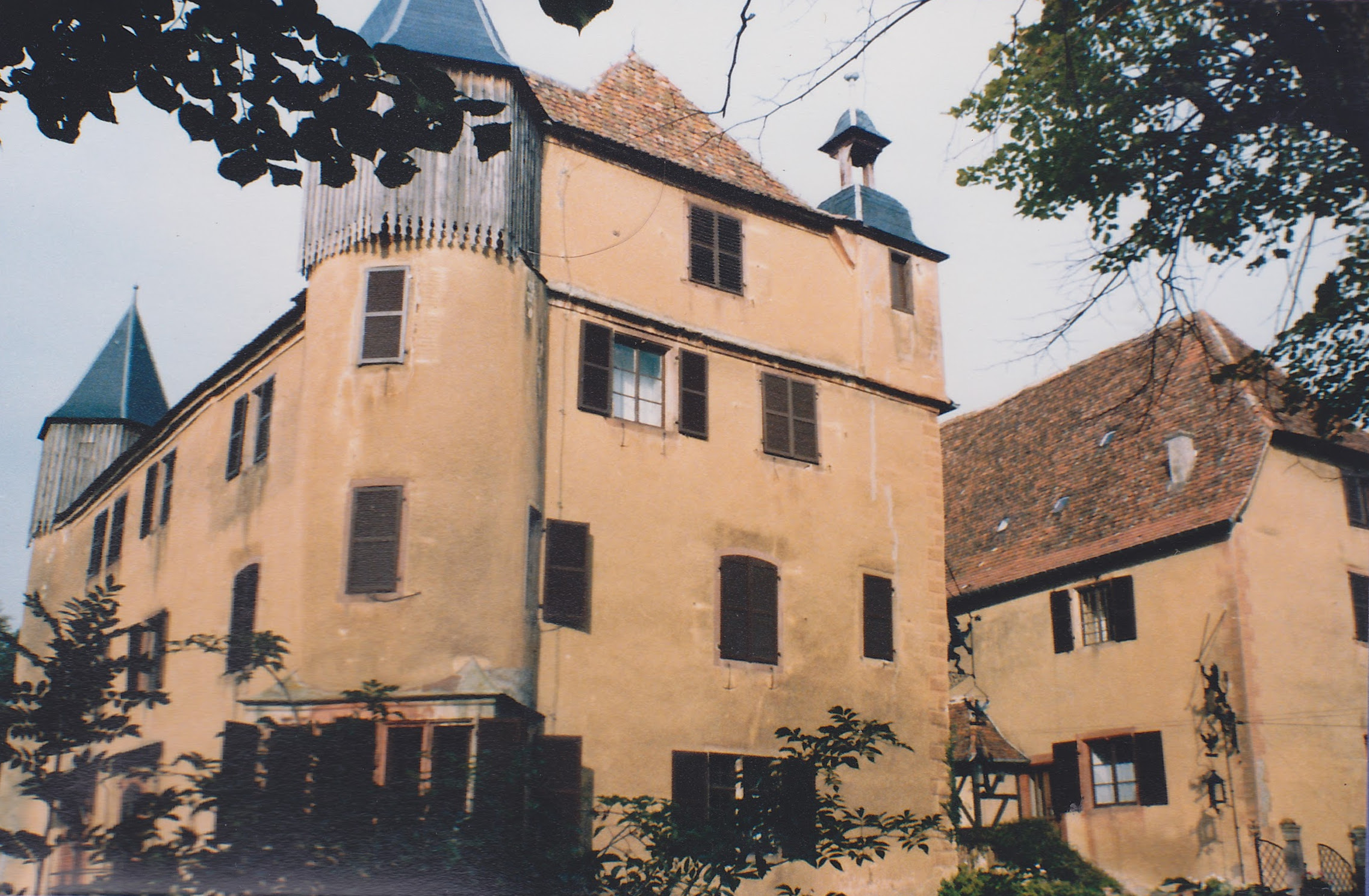
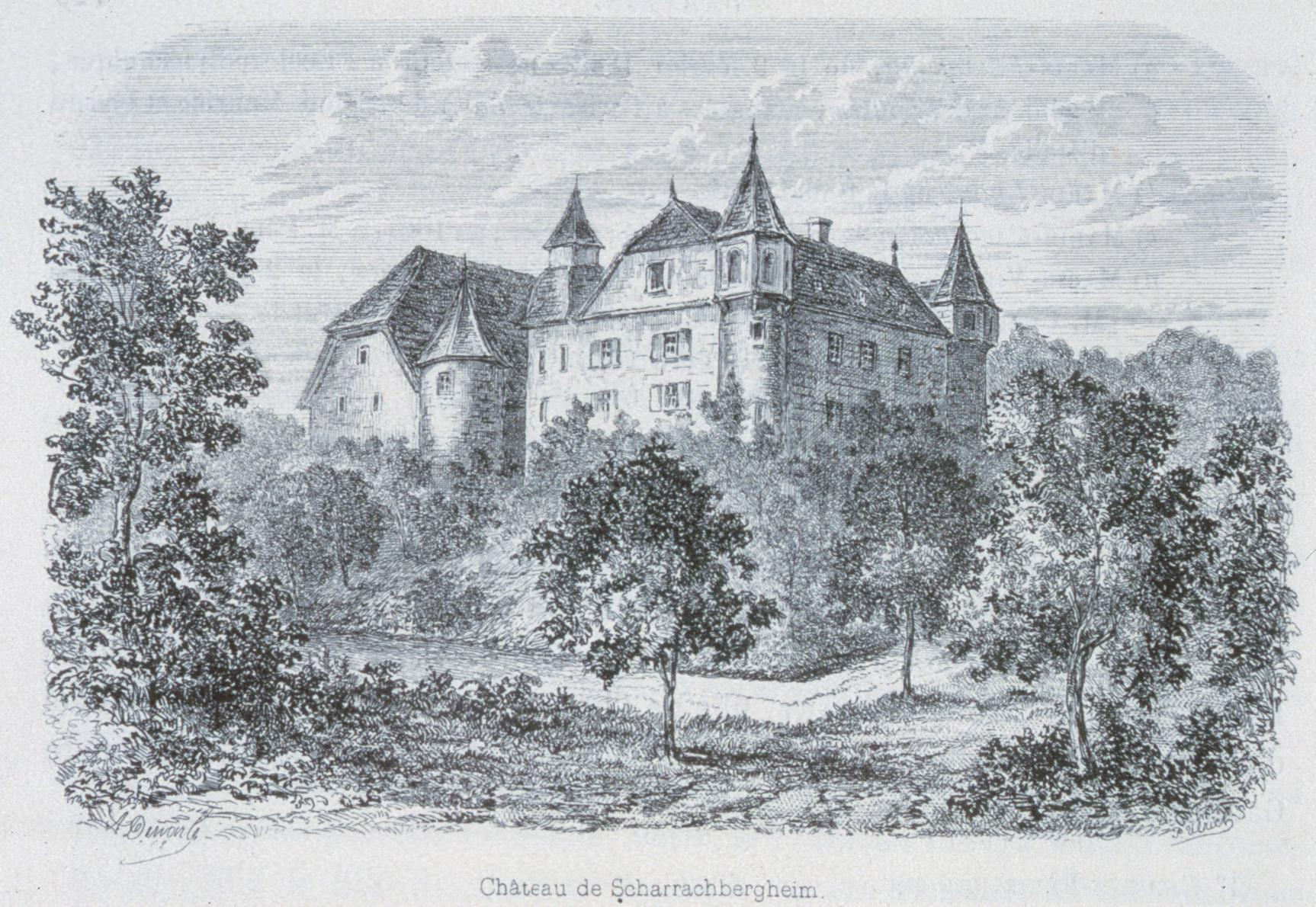

### Cave dimière
Cette maison alsacienne près de l'église protestante possède une grande et haute cave. Autrefois, les gens y apportaient la dixième partie de leurs récoltes.

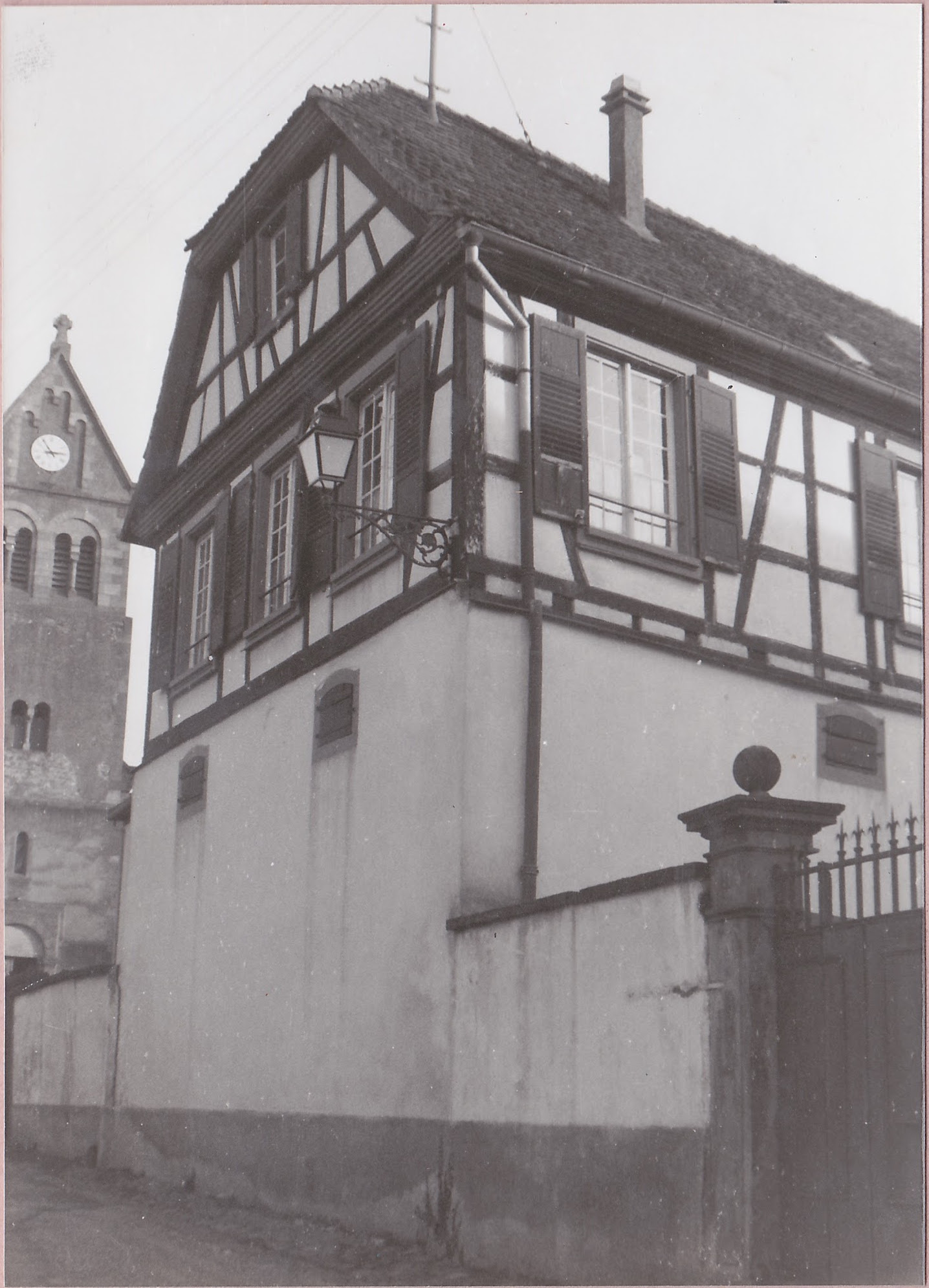

### L’église catholique
L’église fut construite entre 1893 et 1894, elle est construite en grès rose dans le style gothique.

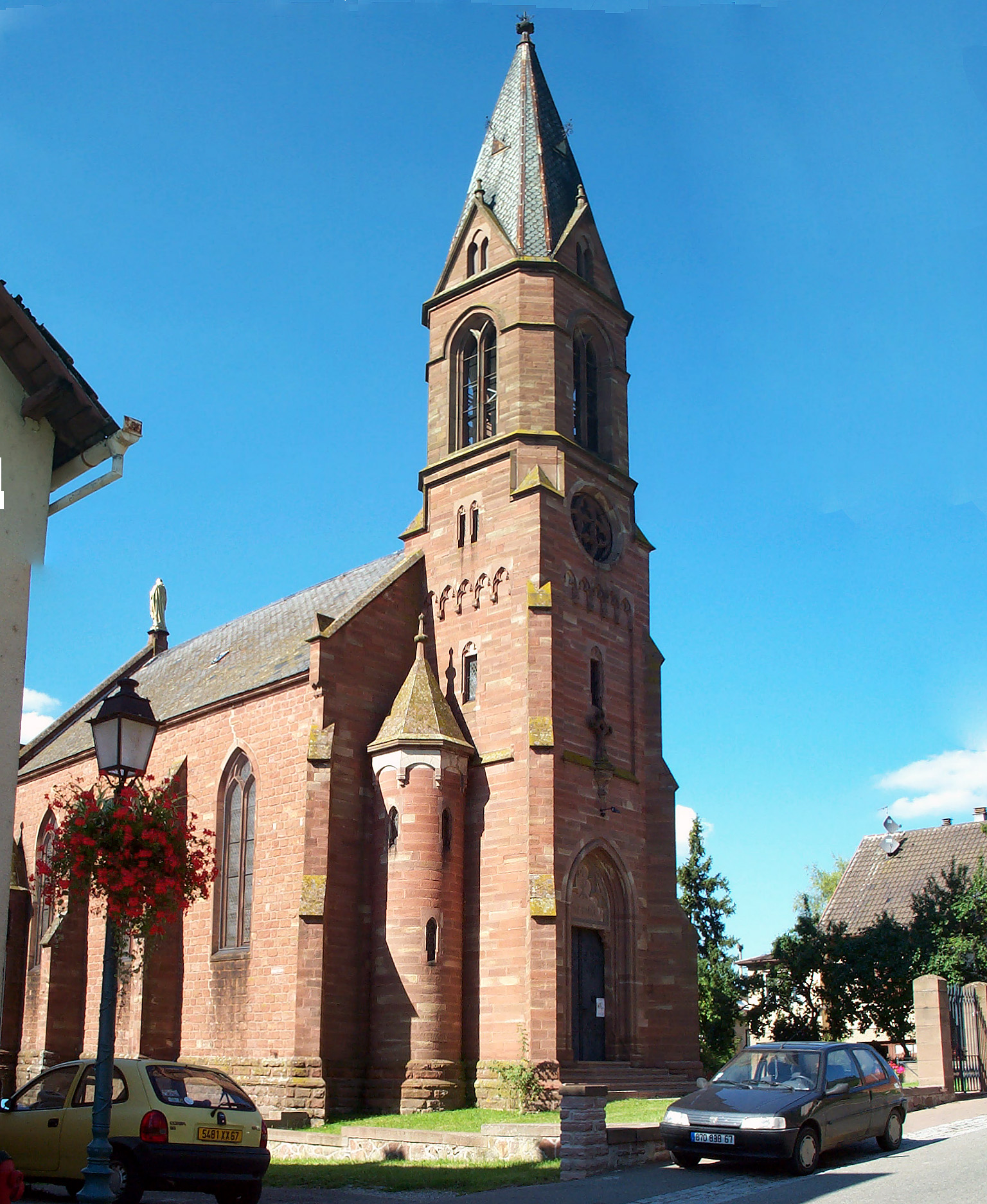
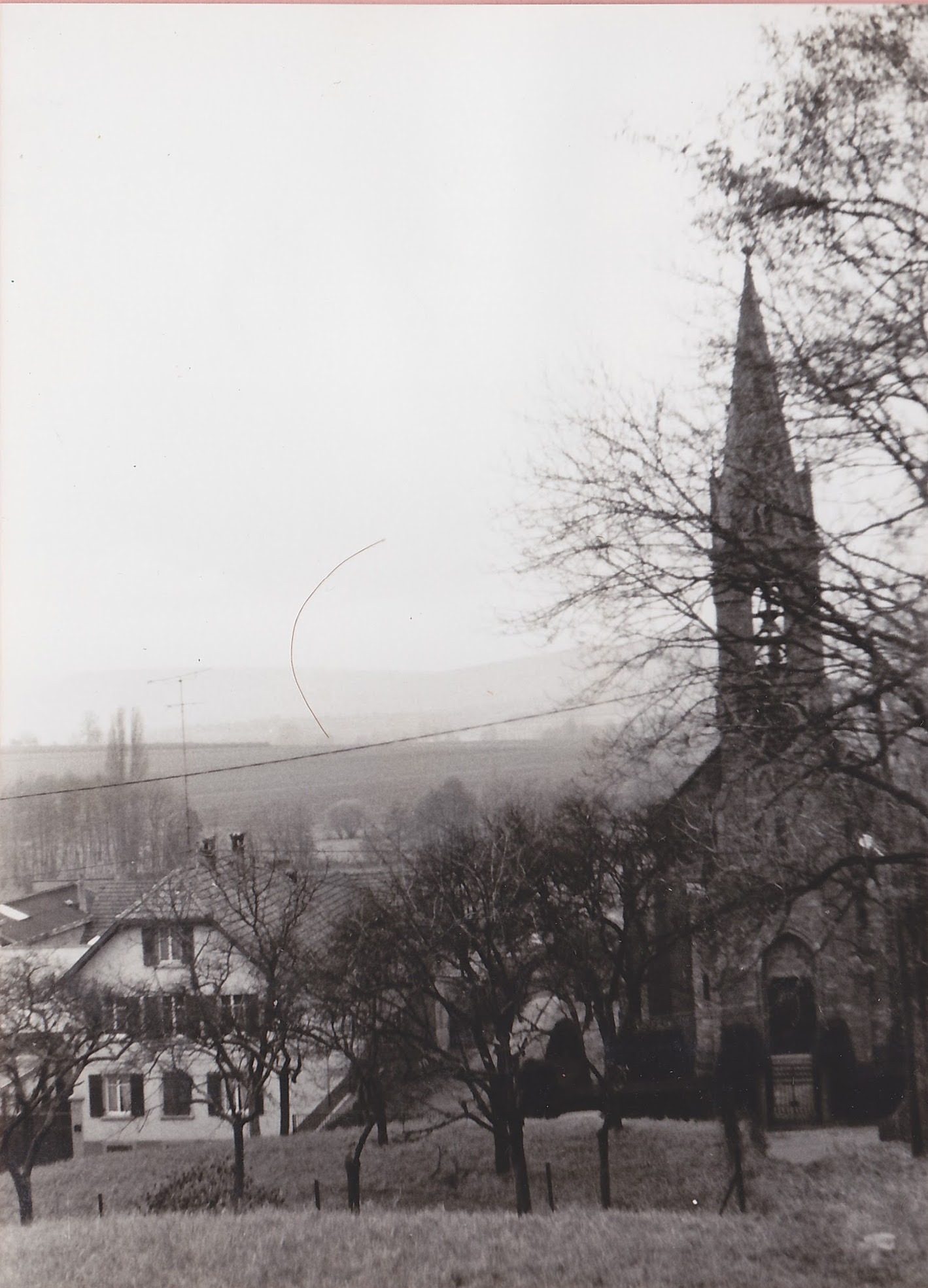

### La ferme auberge du Scharrach
Cette ancienne auberge fut détruite pendant la Première Guerre mondiale. Elle fait maintenant place à une grande prairie au sommet du mont Scharrach.

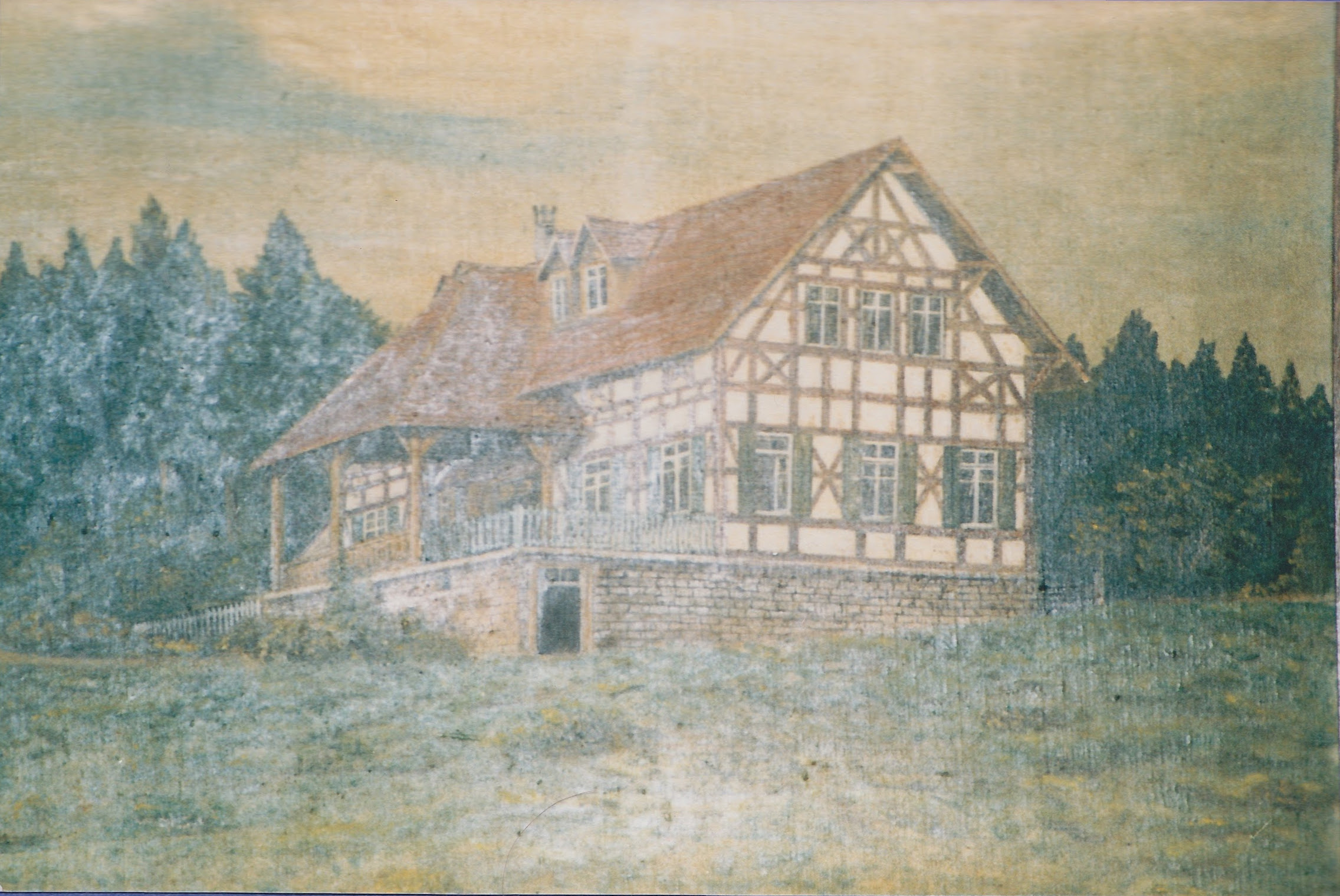

## Héraldique
| Blason de Scharrachbergheim-Irmstett | Blason  | Deux écus accolés : Au 1) d'argent au roc d'échiquier de gueules sur un mont de trois coupeaux de sinople, mouvant de la pointe. Au 2) de gueules au bouc saillant d'argent lampassé du champ. |
| Blason de Scharrachbergheim-Irmstett | Détails | Les armes de Scharrachbergheim-Irmstett réunissent les deux blasons historiques de Scharrachbergheim. Le statut officiel du blason reste à déterminer.                                         |

## Politique et administration
À la suite de la fusion des communes de Scharrachbergheim et d'Irmstett le 1er janvier 1975, le maire de Scharrachbergheim devient le maire de Scharrachbergheim-Irmstett et celui d'Irmstett devient maire délégué.

## Démographie
L'évolution du nombre d'habitants est connue à travers les recensements de la population effectués dans la commune depuis 1793. Pour les communes de moins de 10 000 habitants, une enquête de recensement portant sur toute la population est réalisée tous les cinq ans, les populations de référence des années intermédiaires étant quant à elles estimées par interpolation ou extrapolation. Pour la commune, le premier recensement exhaustif entrant dans le cadre du nouveau dispositif a été réalisé en 2007.

En 2022, la commune comptait 1 320 habitants, en évolution de +9,73 % par rapport à 2016 (Bas-Rhin : +3,17 %, France hors Mayotte : +2,11 %).
| 1793 | 1800 | 1806 | 1821 | 1831 | 1836 | 1841 | 1846 | 1851 |
| ---- | ---- | ---- | ---- | ---- | ---- | ---- | ---- | ---- |
| 542  | 379  | 478  | 580  | 678  | 652  | 625  | 642  | 647  |

| 1856 | 1861 | 1866 | 1871 | 1875 | 1880 | 1885 | 1890 | 1895 |
| ---- | ---- | ---- | ---- | ---- | ---- | ---- | ---- | ---- |
| 631  | 639  | 659  | 661  | 614  | 631  | 629  | 631  | 605  |

| 1900 | 1905 | 1910 | 1921 | 1926 | 1931 | 1936 | 1946 | 1954 |
| ---- | ---- | ---- | ---- | ---- | ---- | ---- | ---- | ---- |
| 590  | 580  | 577  | 535  | 500  | 478  | 485  | 528  | 553  |

| 1962 | 1968 | 1975 | 1982 | 1990  | 1999 | 2006  | 2007  | 2012  |
| ---- | ---- | ---- | ---- | ----- | ---- | ----- | ----- | ----- |
| 506  | 539  | 632  | 854  | 1 001 | 992  | 1 085 | 1 099 | 1 154 |

| 2017  | 2022  | - | - | - | - | - | - | - |
| ----- | ----- | - | - | - | - | - | - | - |
| 1 215 | 1 320 | - | - | - | - | - | - | - |

## Lieux et monuments
- Église catholique Saint-Jean-Baptiste (XIXe siècle).
- Église protestante (XIIe – XIXe siècle). Sculptures romanes sur la façade de la tour-clocher. L'église primitive était entourée d'un cimetière fortifié. La sculpture représentant une tête de monstre dévorant un homme, encastrée dans la chaîne d'angle nord-ouest pourrait être une allégorie du christianisme vainquant la paganisme ou du Mal dévorant l'humanité.

- Château (XVe – XIXe siècle), actuellement propriété privée. Wasserburg, construite en 1450 par Jean de Scharrach à la suite de la destruction du château du Scharrach, l'édifice a été restauré profondément en 1727. Flanqué de 4 tours d'angle, le château présente un fossé encore bien visible.
- Ancien château fort du Scharrach : occupée dès la préhistoire, la colline du Scharrach accueille probablement dès la fin du XIIe siècle (1194) un château. Les premières mentions du nom de « Scharrach » remontent à 1194. En 1341, le château est donné par l'évêque de Strasbourg au Ritter von Scharrachbergheim (en français : chevalier du domaine du mont Scharrach). À l'emplacement du château, une casemate construite par le ministère allemand de la guerre en 1914 pour assurer la défense du fort de Mutzig confirme la position hautement stratégique de la colline.
- Ancien relais de poste (45 rue Principale) : la date de 1759 figure sur la porte cochère.
- Croix des Cinq Plaies : seuls sont représentés les pieds, les mains et le cœur symbolisant les plaies du Christ. Il s'agit d'une transition entre la croix traditionnelle et le crucifix.

## Photos

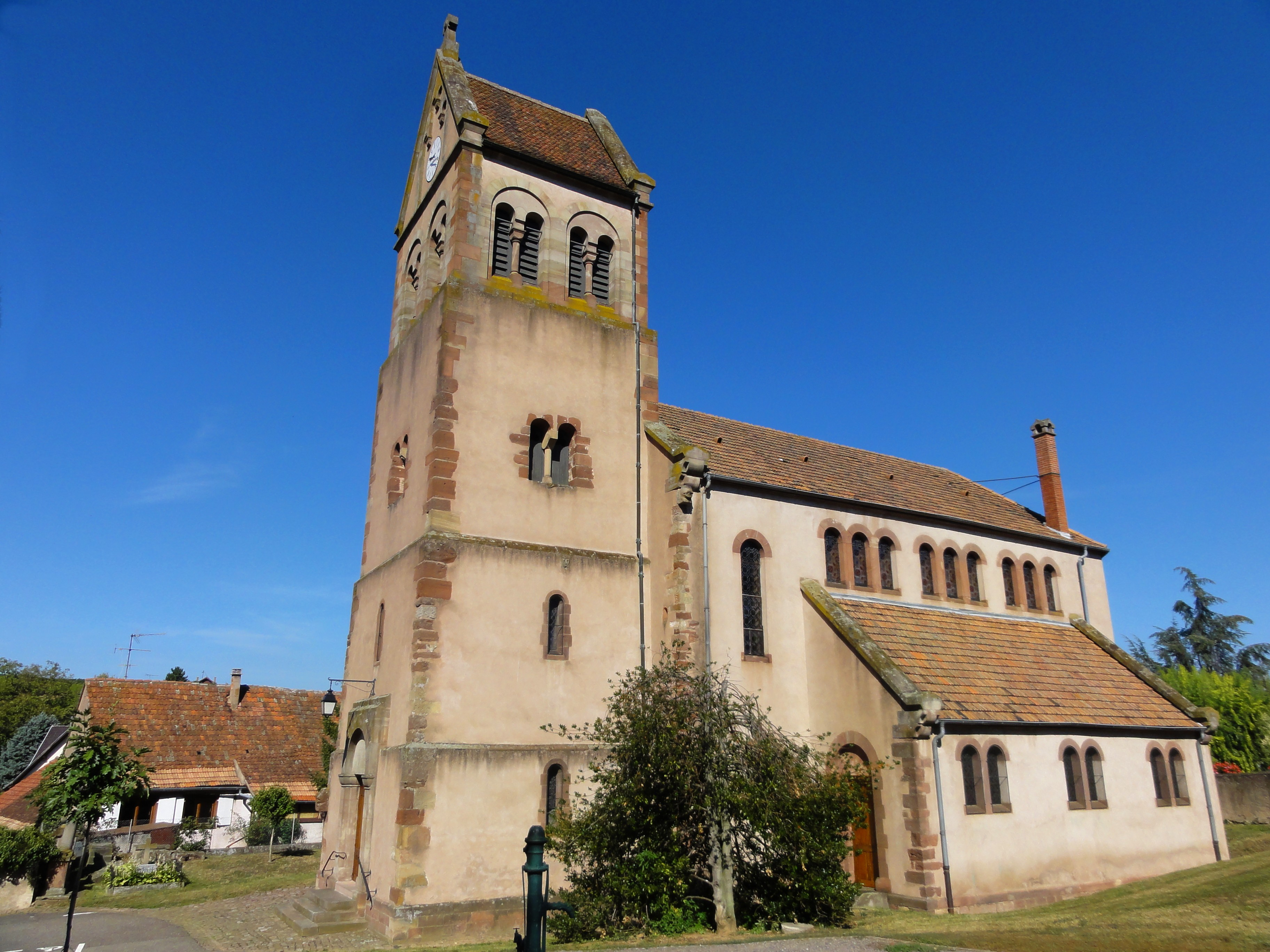
Église protestante.
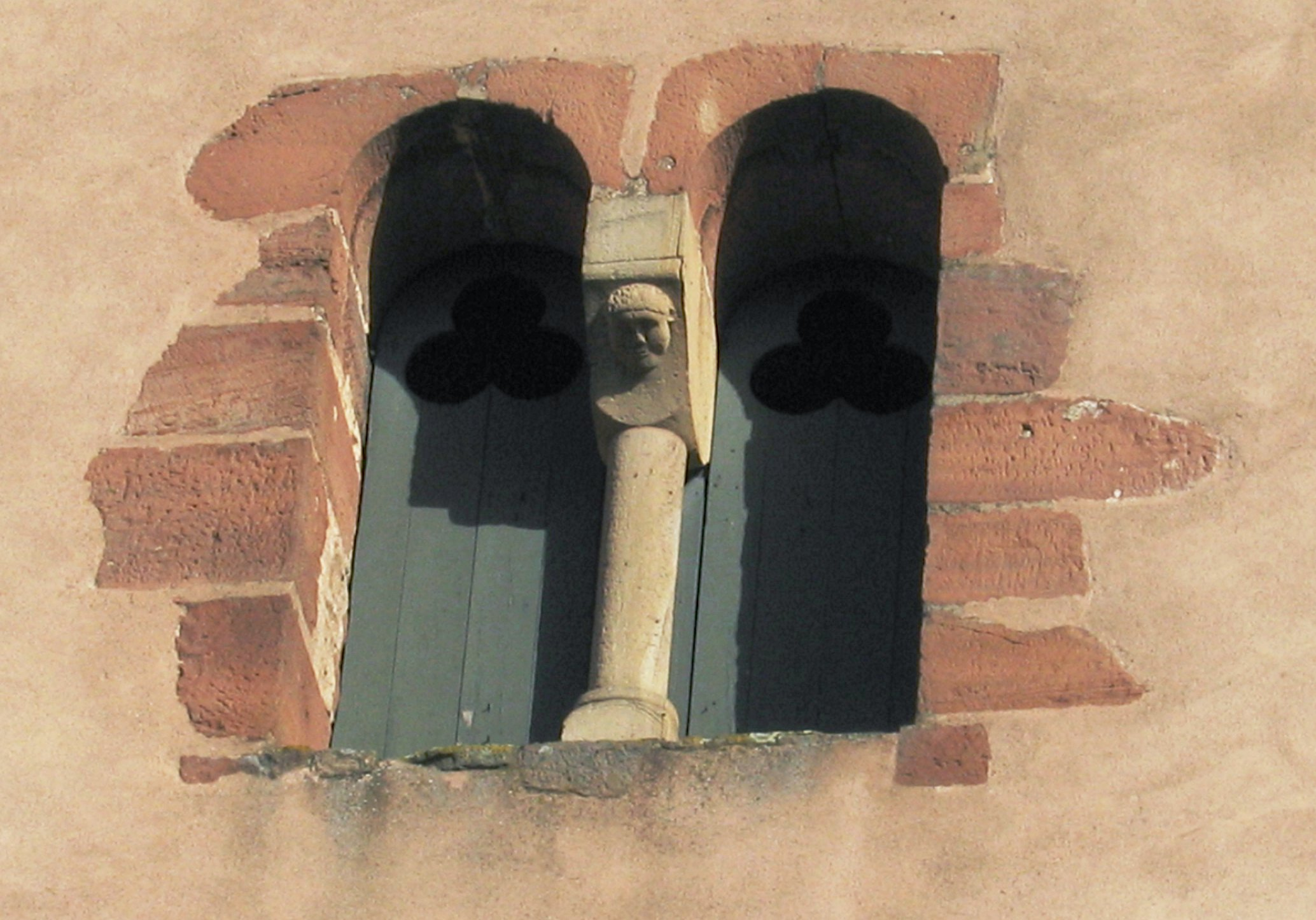
Détail façade.
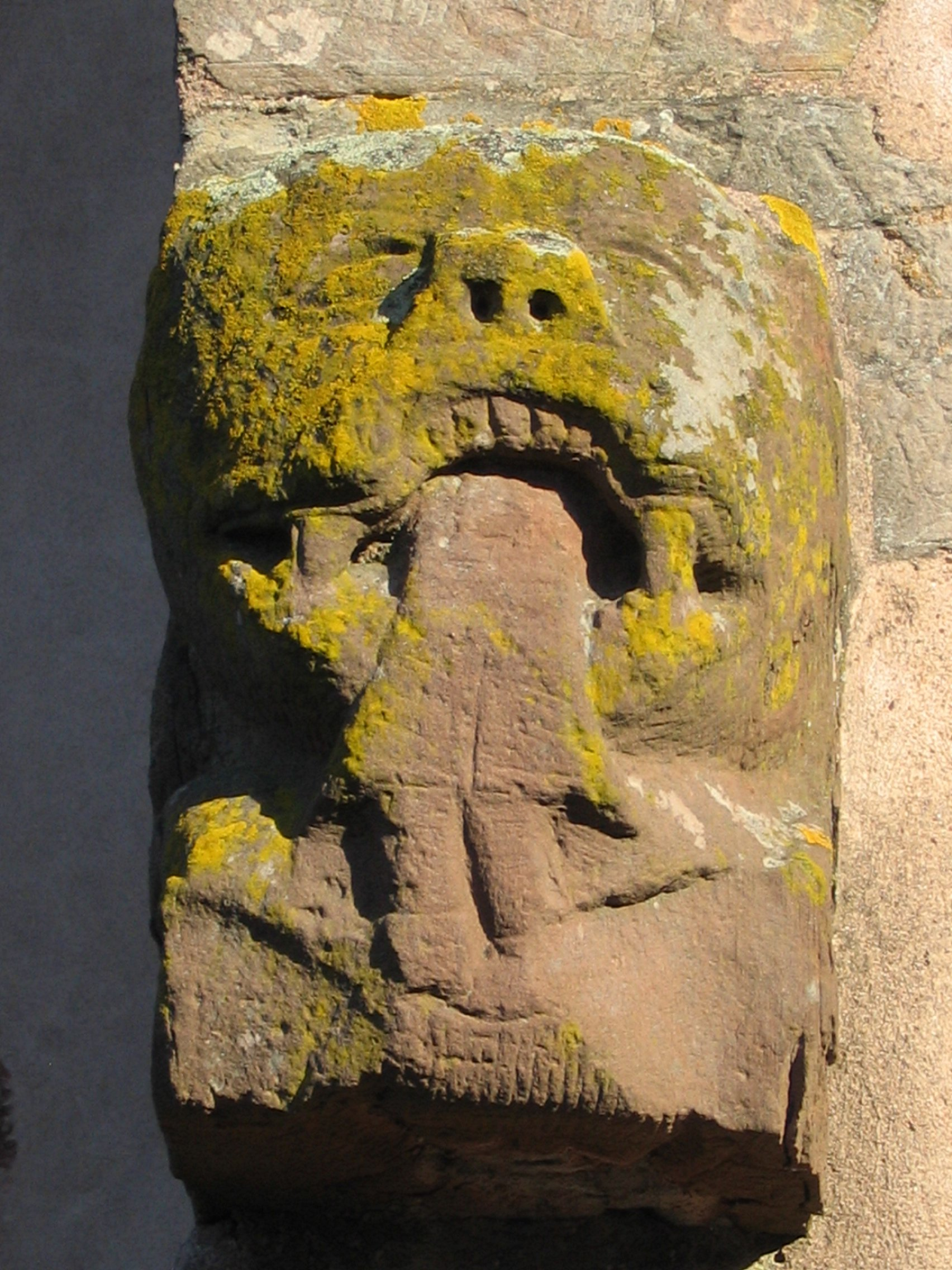
Détail façade.
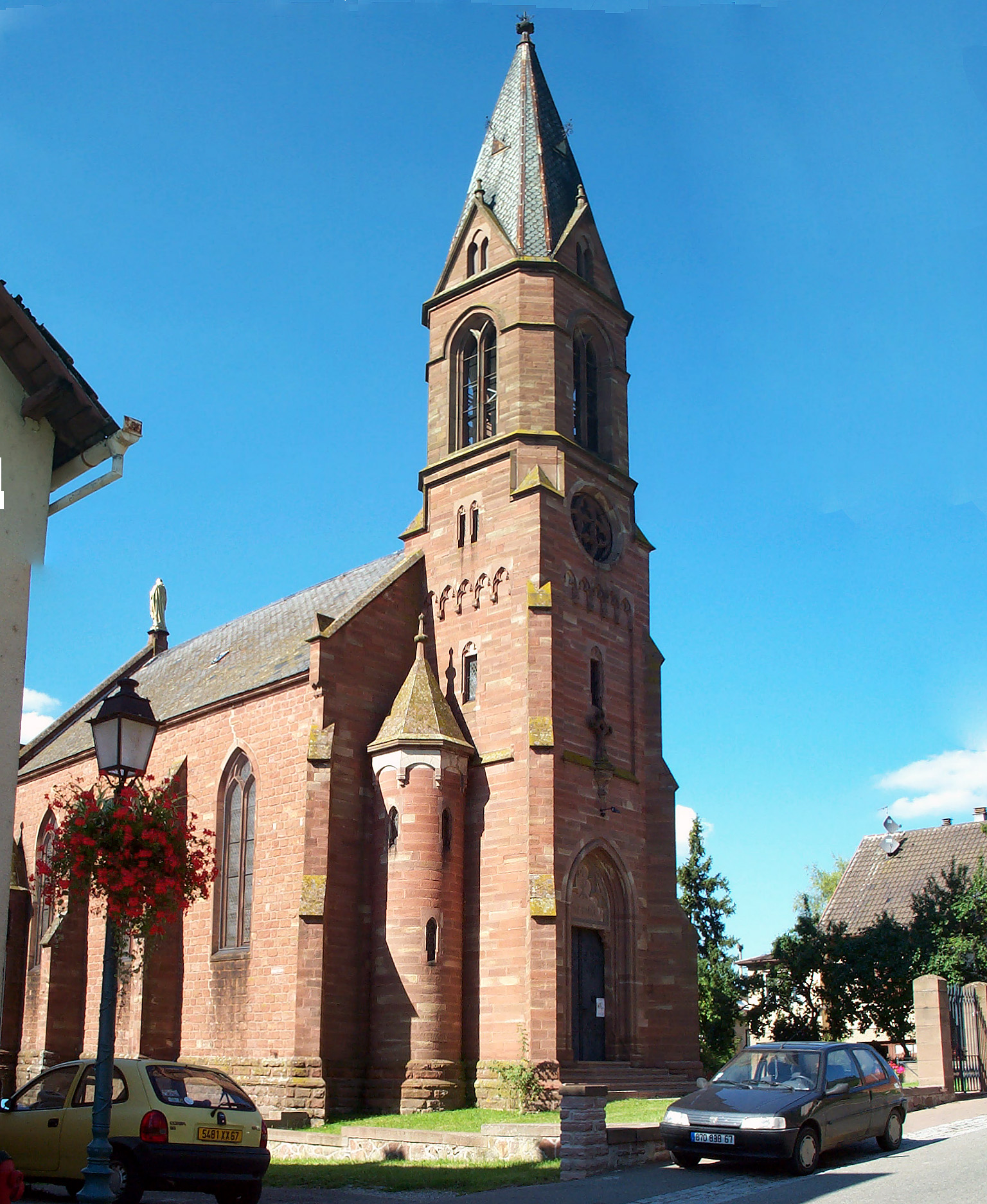
Église catholique Saint-Jean-Baptiste, face avant.

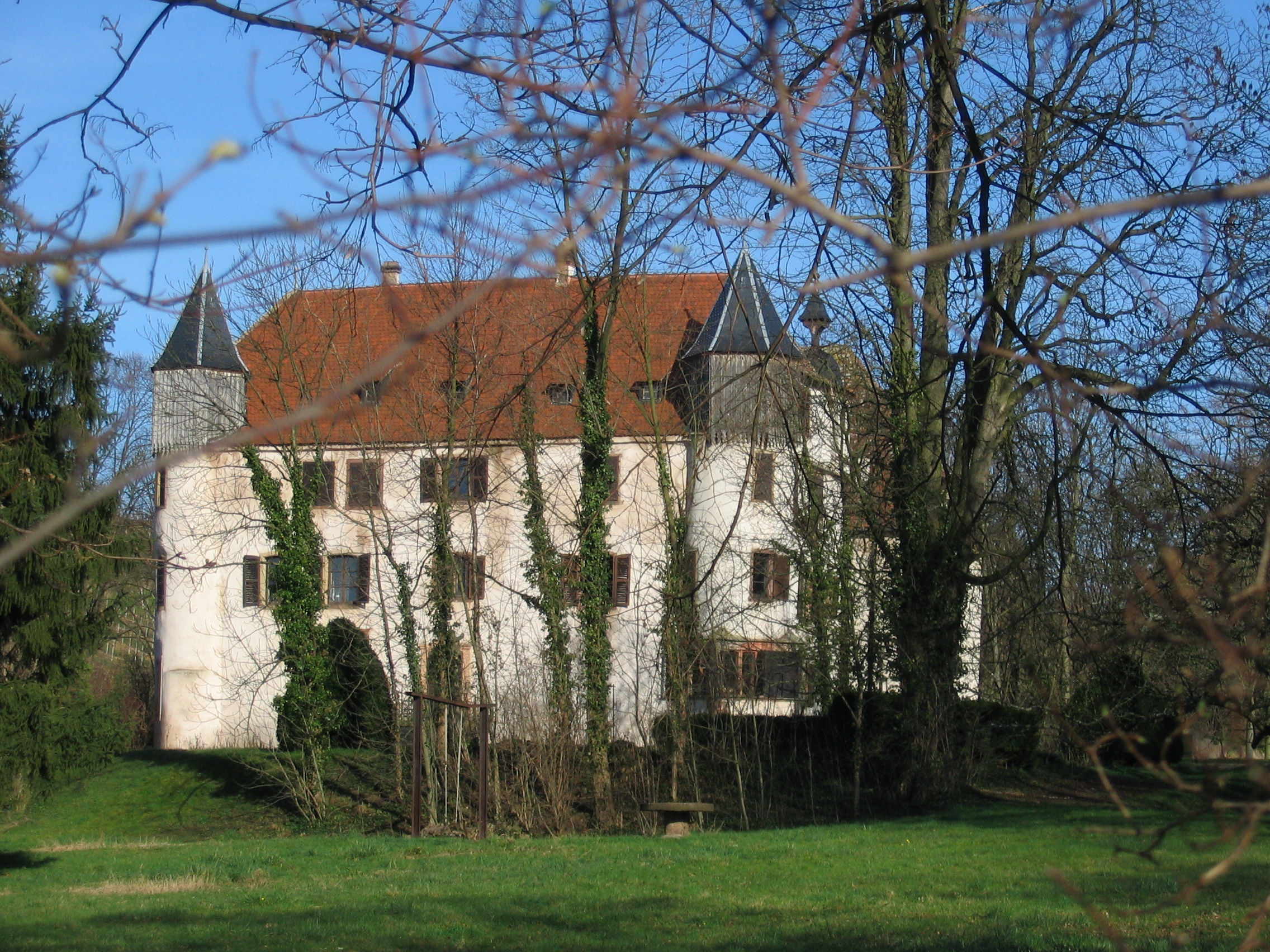
Le château de Scharrachbergheim.
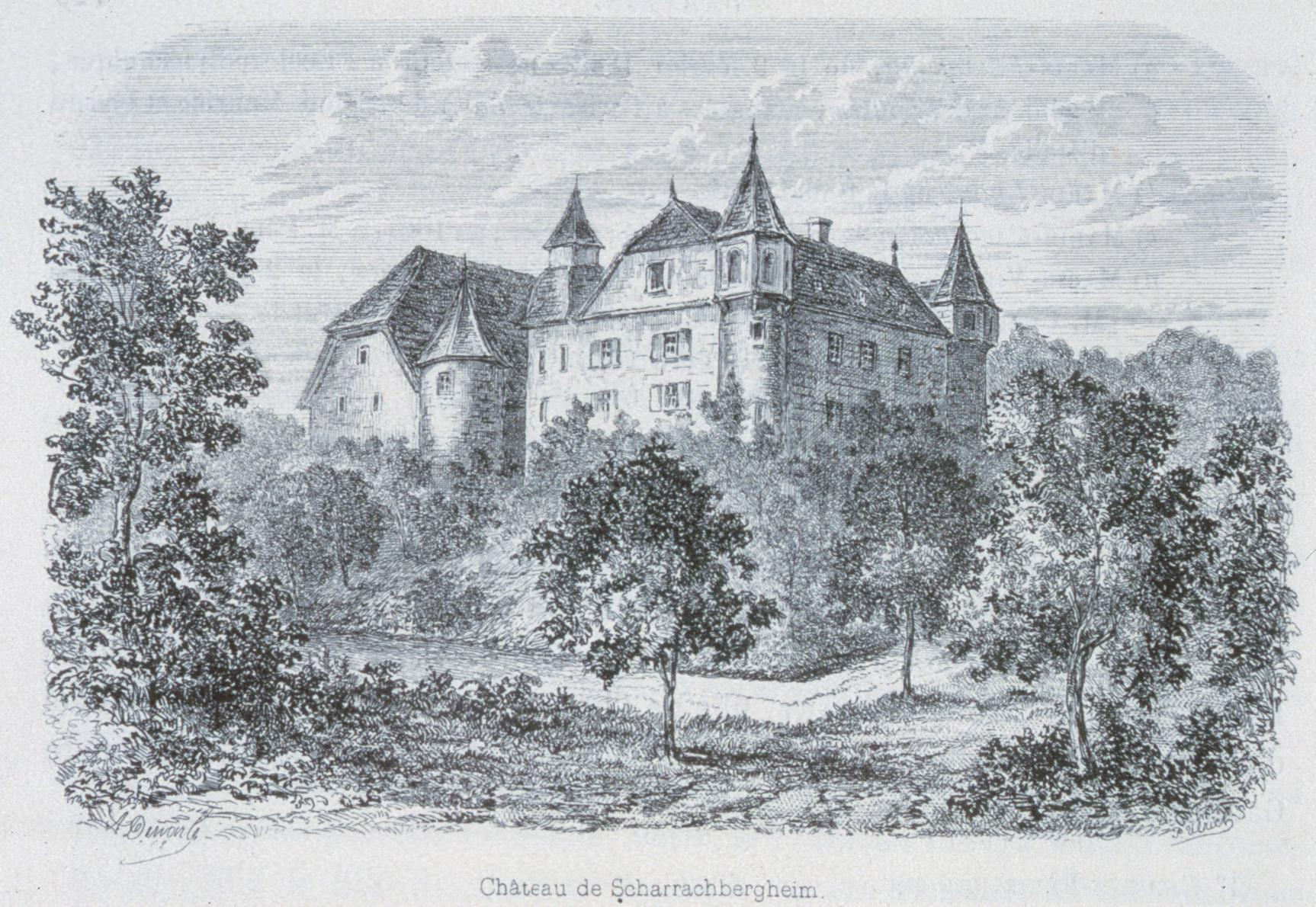
Le château de Scharrachbergheim (1870).
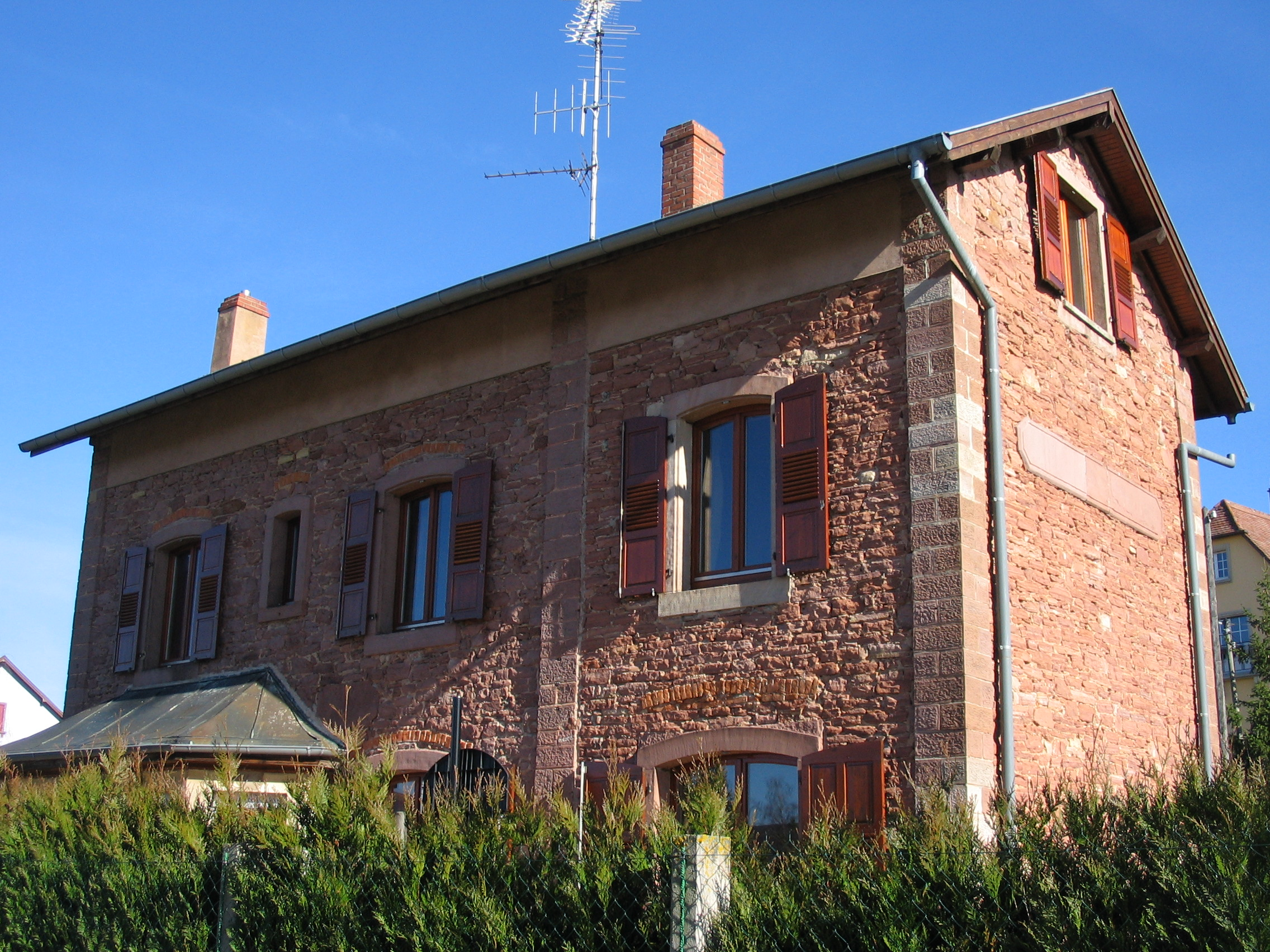
L'ancienne gare.

## Personnalités liées à la commune
- Baron Charles-Philippe Leopold (1773-1858), colonel de cavalerie de la Grande Armée, fait chevalier de l'Empire, puis maire de la commune de Scharrachbergheim.
- Lazare Bloch (1813-1888)[24], rabbin de Seppois-le-Bas puis de Quatzenheim natif de Scharrachbergheim[Note 8]. Il est également le grand-père du rabbin Max Gugenheim et l'arrière grand-père du grand-rabbin Ernest Gugenheim.
- Louis Frédéric Schutzenberger (1825-1903), artiste-peintre et propriétaire du château de Scharrachbergheim à partir de 1871.
- Charles Mewès (1858-1914), architecte et propriétaire du château de Scharrachbergheim qu'il rachète à son oncle, le peintre Schutzenberger.
- Louis Gustave Heyler (1836-1904), pasteur luthérien. Il était fils de l'instituteur communal de Scharrachbergheim et a ensuite exercé la fonction de pasteur à Hoerdt où il a notamment introduit l'asperge.
- Monseigneur Auguste Sieffert (1873-1951)[25], religieux français de la congrégation du Très Saint Rédempteur, évêque de La Paz de 1925 à 1934, natif d'Irmstett.
- Paul Levy (1887-1962), linguiste et historien français dont la mère Agathe était native de Scharrachbergheim. Il a par ailleurs passé une partie de sa jeunesse chez ses grands-parents habitant le village[26].
- Sylvan Goldman (en) (1898-1984), homme d'affaires américain, inventeur du chariot de supermarché et du chariot à bagages encastrable, dont la mère Hortense (Henriette) Dreyfus était native de Scharrachbergheim.
- Jean-Marie Lehn (1939-), chimiste français, lauréat du Prix Nobel en 1987, dont la mère Marie Salomon était native d'Irmstett.